# Xestochironomus subletti
Xestochironomus subletti is een muggensoort uit de familie van de dansmuggen (Chironomidae). De wetenschappelijke naam van de soort is voor het eerst geldig gepubliceerd in 1984 door Borkent.